# Excelerate Energy
Excelerate Energy Inc. är ett amerikanskt gastankerrederi och infrastrukturföretag, som specialiserat sig på att äga och driva flytande LNG-terminaler.
Företaget är jämte Höegh LNG ett av världens två största ägare av flytande LNG-terminaler. Det hade 2022 tio sådana i drift samt ett ytterligare i beställning för leverans 2026.
George Kaiser ägde företaget helt till 2020, då det börsnoterades på New York Stock Exchange. Kaiser dominerar fortfarande Excelerate Energy med 78 procent av aktierna (2022).

## Byggår för FSRU och lokaliseringar, 2022
- 2011 – GNL Escobar i Belén de Escobar vid floden Paraná i Argentina
- 2012 – Hadera Deepwater LNG Terminal i Hadera i Israel, FSRU Excelsior från 2005. Excelerate Energy kontrakterade FSRU Excelsior till Wilhelmshavens LNG-terminal i Tyskland under första kvartalet 2023 efter det att tidigare kontrakt med Israel löper ut vid 2022.[3][4]
- 2014 – Guanabara Bay LNG Import Terminal i Guanabarabukten i provinsen Rio de Janeiro i Brasilen, FSRU Experience, under ett 15-årigt kontrakt med Petrobrás
- 2015 – Jebel Ali LNG Import Terminal i Dubai, FSRU Explorer
- 2015 – Engro Elengy Terminali i Port Qasim, Pakistan. FSRU Exquisite
- 2016 – Ruwais LNG Terminal i Abu Dhabi, FSRU Excelerate
- 2018 – Moheshkhali Floating LNG i Bangladesh
- 2019 – Summit LNG utanför Moheshkhali Island sydväst om Chittagong i Bangladesh, FSRU Summit från 2006, under ett 15-årigt kontrakt
- 2021 – E-FIT Terminal i Salvador i provinsen Bahia i Brasilien under kontrakt med Petrobrás
- 2022 – Ingå i Finland, FSRU Exemplar från 2010, under ett tioårigt kontrakt med Gasgrid Finland. FSRU Exemplar har tidigare använts i Bahía Blanca i Argentina.